# Ле-Тинье
Ле-Тинье́ (фр. Le Tignet) — коммуна на юго-востоке Франции в регионе Прованс — Альпы — Лазурный берег, департамент Приморские Альпы, округ Грас, кантон Грас-1. До марта 2015 года коммуна административно входила в состав упразднённого кантона Сен-Валье-де-Тье (округ Грас).
Площадь коммуны — 11,26 км², население — 3024 человека (2006) с выраженной тенденцией к росту: 3225 человек (2012), плотность населения — 286,4 чел/км².

## Население
Население коммуны в 2011 году составляло — 3182 человека, а в 2012 году — 3225 человек.
| 1962 | 1968 | 1975 | 1982 | 1990 | 1999 | 2006 | 2008 | 2011 | 2012 |
| ---- | ---- | ---- | ---- | ---- | ---- | ---- | ---- | ---- | ---- |
| 267  | 397  | 643  | 1123 | 1945 | 2763 | 3024 | 3099 | 3182 | 3225 |

Динамика численности населения:

## Экономика
В 2010 году из 2052 человек трудоспособного возраста (от 15 до 64 лет) 1429 были экономически активными, 623 — неактивными (показатель активности 69,6 %, в 1999 году — 67,3 %). Из 1429 активных трудоспособных жителей работали 1333 человека (723 мужчины и 610 женщин), 96 числились безработными (45 мужчин и 51 женщина). Среди 623 трудоспособных неактивных граждан 206 были учениками либо студентами, 217 — пенсионерами, а ещё 200 — были неактивны в силу других причин.
На протяжении 2010 года в коммуне числилось 1254 облагаемых налогом домохозяйства, в которых проживало 3036,0 человек. При этом медиана доходов составила 22 тысячи 414 евро на одного налогоплательщика.